# Acrolophus noctivaga
Acrolophus noctivaga är en fjärilsart som beskrevs av Walsingham 1897. Acrolophus noctivaga ingår i släktet Acrolophus och familjen Acrolophidae. Inga underarter finns listade i Catalogue of Life.